# Hutchinson (Kansas)
Hutchinson ist die größte Stadt im Reno County im US-Bundesstaat Kansas und gleichzeitig dessen Kreisstadt (County Seat). Das U.S. Census Bureau hat bei der Volkszählung 2020 eine Einwohnerzahl von 40.006 ermittelt.
Sie befindet sich 63 km nordwestlich von Wichita am Arkansas River. Der Spitzname von Hutchinson ist The Salt City.

## Kultur und Sehenswürdigkeiten
Jeden September ist Hutchinson der Gastgeber der Kansas State Fair und jeden März wird dort das National Junior College Athletic Association (NJCAA)-Basketballturnier ausgetragen. In Hutchinson findet man darüber hinaus auch das berühmte Weltraummuseum Kansas Cosmosphere and Space Center, welches in der Nähe des Geländes der State Fair liegt.

## Söhne und Töchter der Stadt
- Edward J. Adams (1887–1921), Serienkiller und Bankräuber
- Fay B. Prickett (1893–1982), Generalmajor der United States Army
- Fred Lowe Soper (1893–1977), Arzt
- Sol Butler (1895–1954), Weitspringer
- Richard Thorpe (1896–1991), Filmregisseur
- Dallas Bixler (1910–1990), Reckturner
- Margaret St. Clair (1911–1995), Science-Fiction- und Fantasy-Autorin
- William Stafford (1914–1993), Dichter und Pazifist
- Walter Yoder (1914–1978), Jazzmusiker
- Jack M. Campbell (1916–1999), Politiker, Gouverneur von New Mexico
- Murry Wilson (1917–1973), Musiker, Manager der Beach Boys, Produzent und Komponist
- Martha Keys (1930–2024), Politikerin, Vertreterin von Kansas im US-Repräsentantenhaus
- Gene Reed (1935–2020), Choreograph
- James Avery (1937–2009), Professor für Klavier an der Hochschule für Musik Freiburg, Mitbegründer des Ensemble SurPlus
- John C. Fernie (* 1945), Maler, Fotograf und Bildhauer
- Steven Stucky (1949–2016), Komponist und Hochschullehrer
- David Dillon (* 1951), Manager
- Dale L. Boger (* 1953), Chemiker
- Stephen Bridgewater (* 1953), Schauspieler, Stuntman, Filmproduzent, Filmregisseur und Schauspiellehrer
- Keith Krehbiel (* 1955), Politikwissenschaftler
- Scott Heim (* 1966), Romanautor
- Racquel Darrian (* 1968), Fotomodell und Pornodarstellerin
- Glori-Anne Gilbert (* 1969), Schauspielerin und Model
- Kevin Yoder (* 1976), Politiker, Vertreter von Kansas im US-Repräsentantenhaus